# 萱町六丁目停留場
萱町六丁目停留場（かやまちろくちょうめていりゅうじょう）は、愛媛県松山市萱町六丁目にある伊予鉄道城北線の駅である。駅番号は08。市内電車（松山市内線）の1、2号線が使用する。

## 歴史
- 1911年（明治44年） - 道後線の三津口駅（みつくちえき）として開業[2]。
- 1927年（昭和2年）4月3日 - 道後線木屋町 - 道後間の廃止に伴い、城北線に編入[2]。
- 1967年（昭和42年）1月1日 - 住居表示実施により萱町六丁目停留場に改称[2]。

## 構造
線路は1線であるが、低床式のプラットホームが両側にある。それぞれのプラットホームは、道路（踏切）を挟んだ両側に配置される。

### のりば
| ホーム | 路線   | 行先                     |
| ------ | ------ | ------------------------ |
| 1      | ■1号線 | 木屋町・上一万方面       |
| 2      | ■2号線 | JR松山駅前・松山市駅方面 |

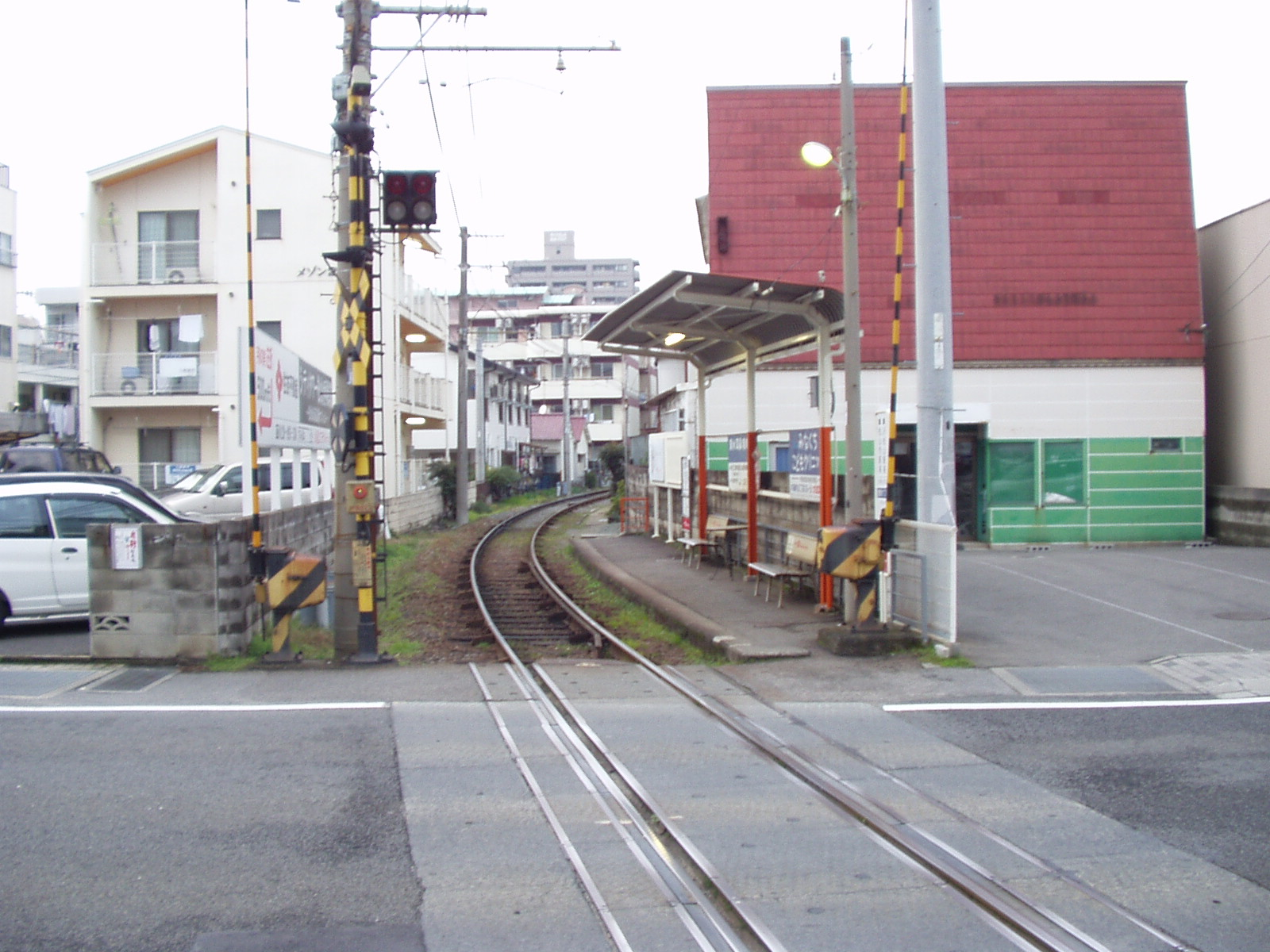
ホーム2（2009年2月）
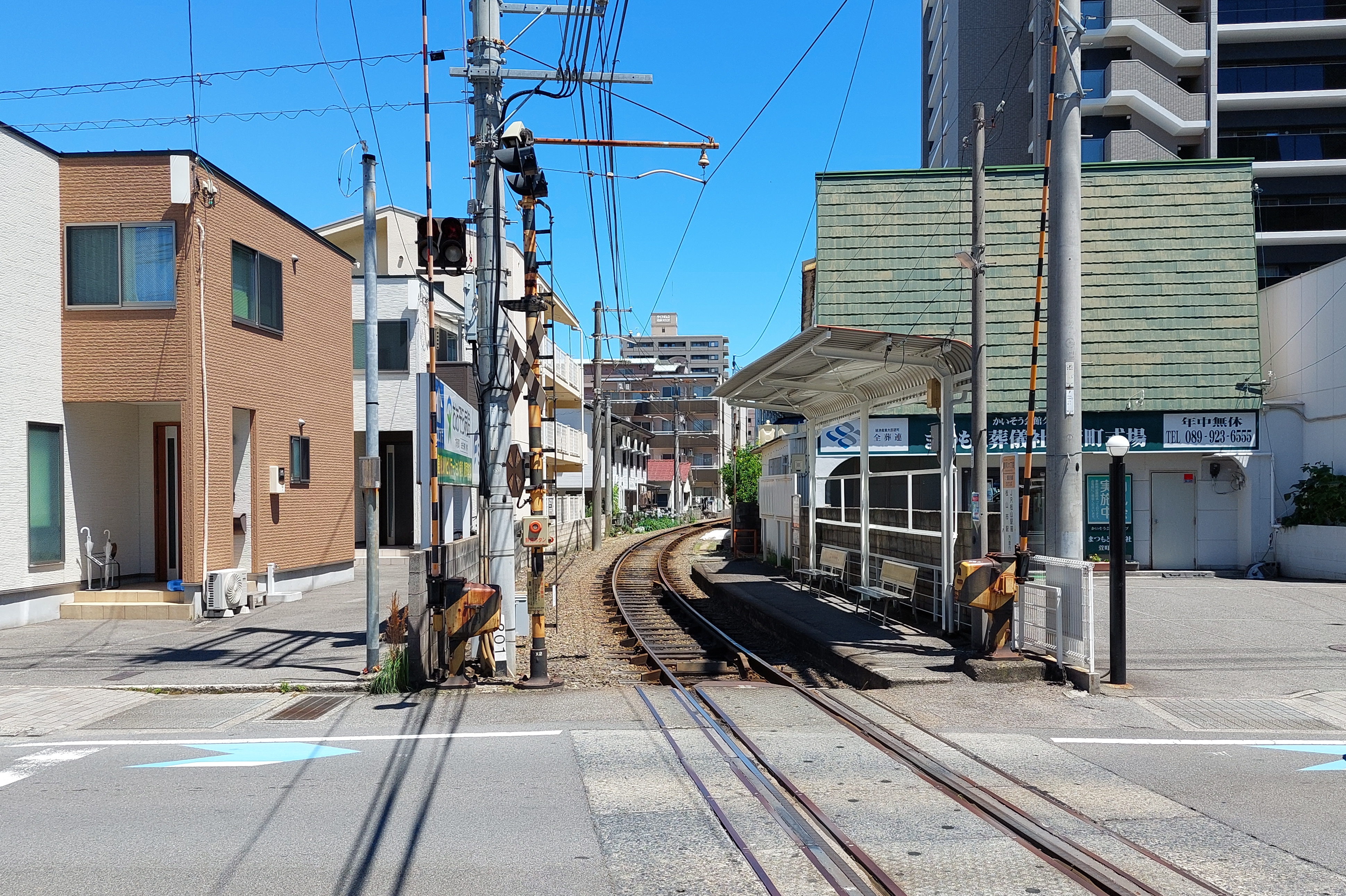
ホーム2（2024年7月）
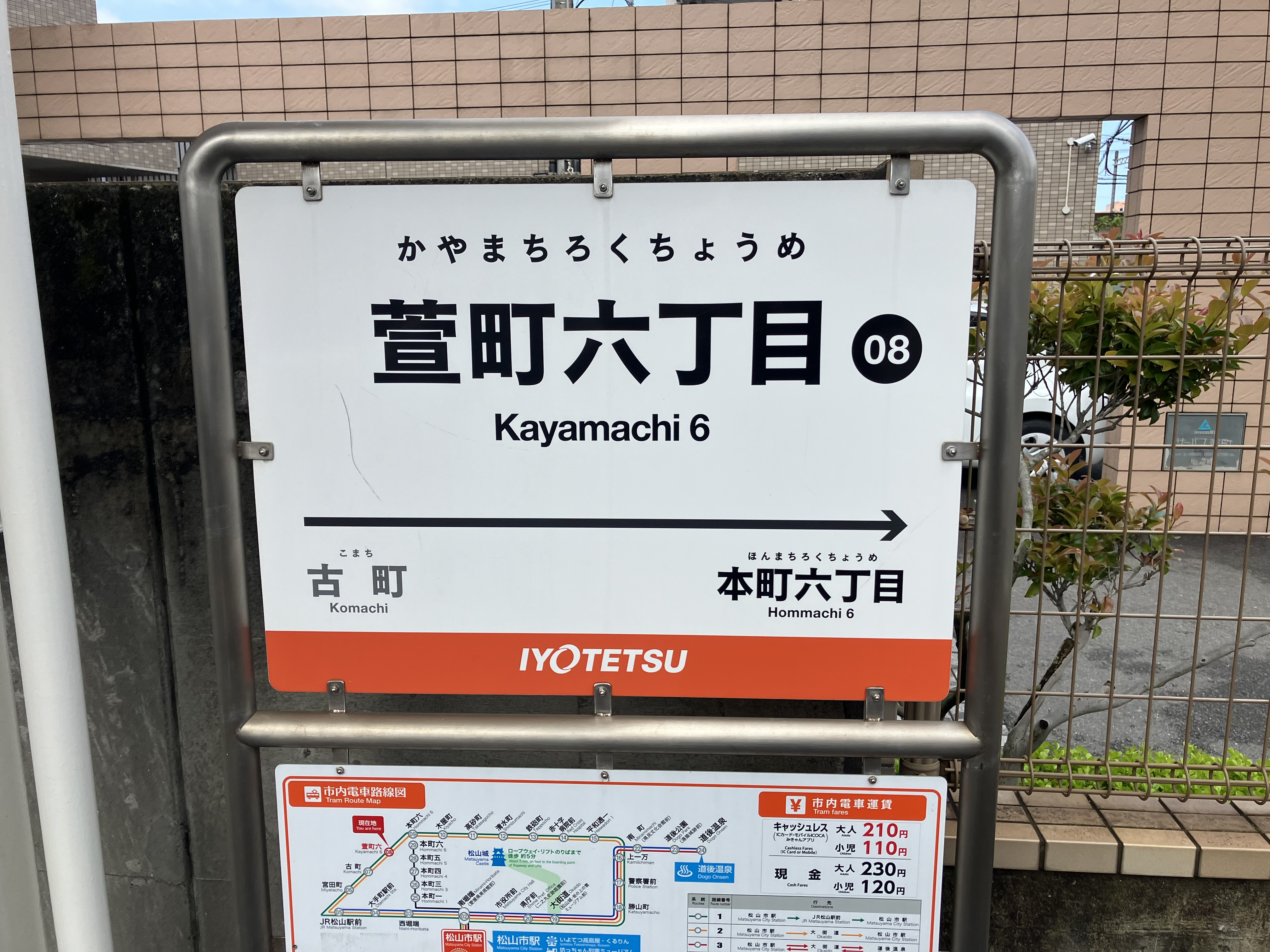
駅名標（2025年5月）

## 周辺
立地がよいため、穴吹工務店サーパス萱町(サーパス萱町2棟・サーパス萱町公園1棟・サーパス萱町第2 1棟の計4棟)などの分譲マンションが急増している。
- 松山市保健所
- 立正佼成会松山教会

## 隣の停留場
伊予鉄道
城北線
古町駅 (07) - 萱町六丁目停留場 (08) - 本町六丁目停留場 (09)